# Zlatko Zebić
Zlatko Zebić (serb. cyr. Златко Зебић, ur. 8 stycznia 1979 w Loznicy) – serbski piłkarz występujący na pozycji ofensywnego pomocnika, od 2005 również piłkarz halowy. Wychowanek FK Loznica.